# Home Park (castelo de Windsor)

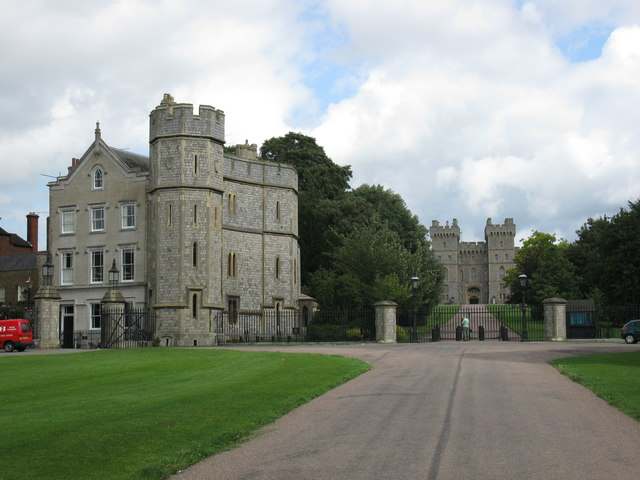
Entrada do Home Park

Home Park é um parque real de 655 acres nos arredores do Castelo de Windsor, administrado pela Crown Estate. 
O parque se estende por toda a paróquia de Windsor, no condado de Berkshire, e engloba a propriedade de Frogmore House, limitando-se com o Grande Parque de Windsor.